# Euxoa opportuna
Euxoa opportuna là một loài bướm đêm trong họ Noctuidae.